# 클린턴 성

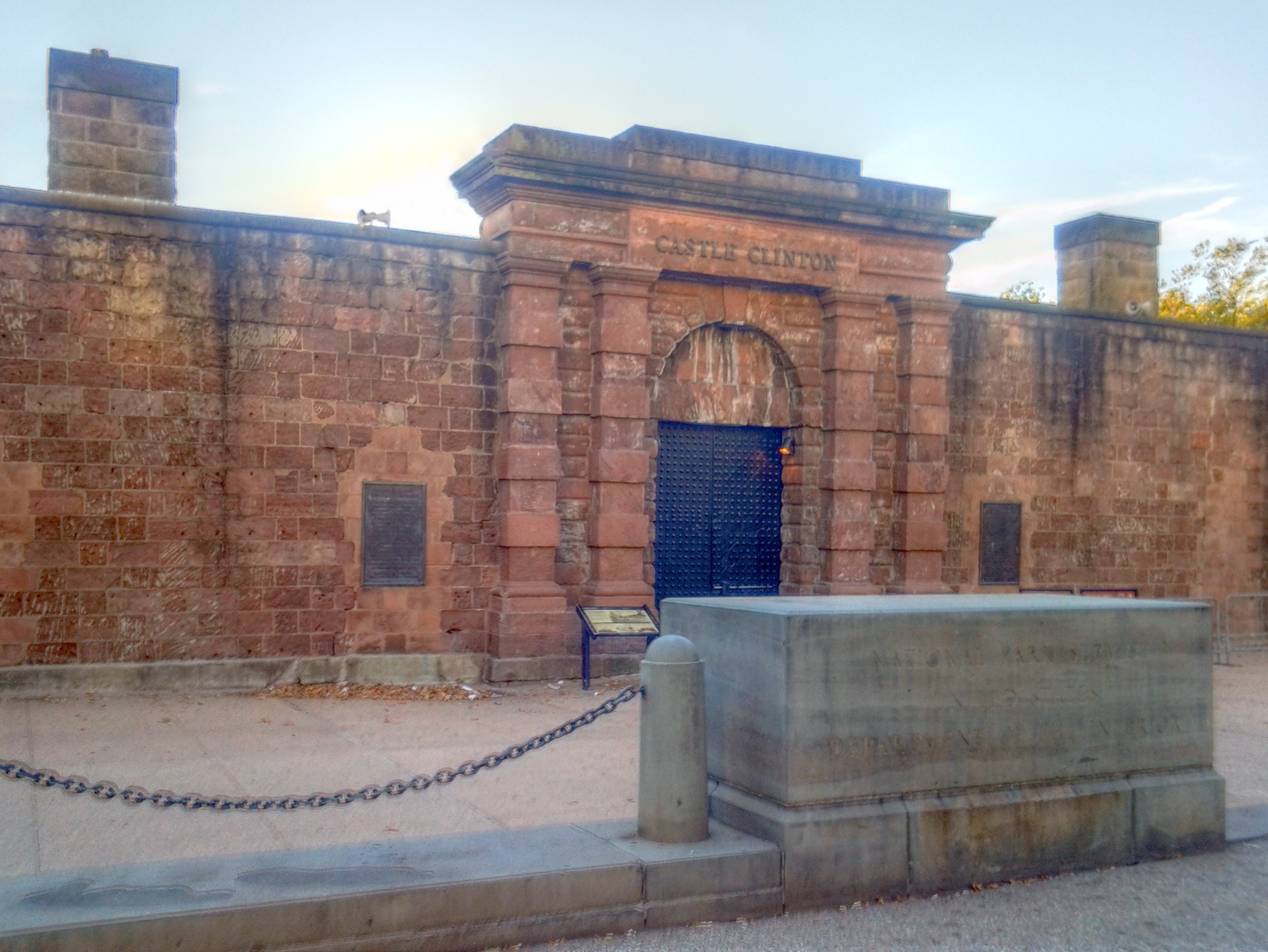
클린턴 성

클린턴 성(영어: Castle Clinton) 또는 클린턴 요새(영어: Fort Clinton)는 뉴욕 맨해튼 배터리 파크에 위치하고 있는 사암 요새이며, 1808년 건설되었다. 1855년에서 1890년 사이 미국에 도착한 800만 명이 넘는 사람들이 이 장소로 입국했다. 비어 가든, 전시회장, 극장, 수족관 등의 시설이 있다.